# 羅興
羅興（1379年—？），字起善，四川成都府崇慶州四安鄉人，明朝政治人物。進士出身。

## 生平
四川鄉試三十三名。永樂十年（1412年）壬辰科會試六十五名，殿試登進士第三甲第十二名。后選為翰林院庶吉士，編撰永樂大典。

## 家族
曾祖羅志慶。祖父羅友才。父亲羅文恕。